# Iulius Primus
Iulius Primus (sein Praenomen ist nicht bekannt) war ein im 1. Jahrhundert n. Chr. lebender Angehöriger des römischen Ritterstandes (Eques).
Durch zwei Militärdiplome ist belegt, dass Primus 87 Kommandeur der Ala I Thracum Mauretana war, die zu diesem Zeitpunkt in der Provinz Iudaea stationiert war.